# Alejandra Marino
Alejandra Marino nació en Rosario, Argentina, el 12 de febrero de 1960. Es directora, guionista y productora audiovisual. Escribe narrativa y poesía. Es consultora y tutora de proyectos audiovisuales. Como artista audiovisual ha estrenado ficciones y documentales, con especial interés en la construcción de personajes y el cruce de géneros narrativos.
Integra Alandar Producciones y GuionService. Es miembro de Acción Mujeres del Cine
, Barda Cartelera Transfeminista, APIMA y DAC. Dio talleres de Guion y Desarrollo de proyectos en diversas instituciones y festivales de cine.
Jurada en festivales como FICIP, AtlantiDoc, La Mujer y el Cine, Festival de Gramado.
Como cineasta ha recibido distinciones tanto con sus películas, como  El Sexo de las Madres,  Ojos de arena, Hacer la vida, Las muchachas, etc., como con sus guiones de ficción y documentales, participando en festivales como Chicago, La Habana, Toronto, Uruguay, Girona, Mar del Plata, BAFICI, etc.

## Filmografía

### Cine
| Año  | Título                             | Créditos                  |
| ---- | ---------------------------------- | ------------------------- |
| 2002 | el 48                              | Directora, guionista      |
| 2005 | El Borde del Tiempo                | Guionista                 |
| 2007 | Matar a Todos                      | Guionista                 |
| 2008 | Alto Pibe                          | Guionista                 |
| 2009 | Franzie                            | Directora                 |
| 2012 | Sin Punto y Aparte                 | Guionista                 |
| 2012 | Las Muchachas                      | Guionista y Directora     |
| 2013 | El Sexo de las Madres              | Directora y Guionista     |
| 2014 | Como Llegar a Piedra Buena         | Directora y Guionista     |
| 2014 | El Mejor de Nosotros               | Guionista                 |
| 2016 | Merelloxcarreras                   | Coguionista               |
| 2020 | Hacer la Vida                      | Directora y Guionista     |
| 2021 | Cartas Iluminadas Cortazar y Antin | Coguionista               |
| 2021 | Ojos de Arena                      | Directora y Coguionista   |
| 2022 | Hijas de la Comedia                | Coguionista               |
| 2023 | La Sociedad del Afecto             | Codirectora y Coguionista |

### Cortometrajes
| Año | Título | Créditos |
| --- | ------ | -------- |

### Series de televisión
| Año  | Título                                      | Episodio            | Créditos  |
| ---- | ------------------------------------------- | ------------------- | --------- |
| 2020 | Amores                                      | Serie Documental TV | Guionista |
| 1995 | Mestizo un Historia de Arte Latinoamericano | Guionista           |           |
| 2015 | Flores Mujeres Migrantes                    | Documental          | Directora |

## Premios y nominaciones
| Año  | País                                                                                          | Otorgador | Premio                            |
| 2001 | Alemania                                                                                      | Premio Mecenazgo Proyecto Documental | La Sociedad del Afecto            |
| 2001 |                                                                                               | Festival Cinefem | Mejor Película: Ojos de Arena     |
| 2001 | Francia                                                                                       | Nominada en Fest. de La Habana, Bogocine Colombia, Chicago Film Festival, Fest. Girona, Vive Latino Toronto, premios Platino, para OJOS DE ARENA. |                                   |
| 2001 | Selección 6.° Encuentro de Coproducción del Mercosur Proyecto Serie Las puertas de los deseos | |                                   |
| 2001 | Ibermedia Desarrollo                                                                          | Ganadora Ibermedia Desarrollo para Hacer la vida                                                                                                  |                                   |
|      |                                                                                               | 23 Flying Broom International Women's Film Festival de Turquía                                                                                    | Selección FIPRESCI Hacer la Vida. |

## Reconocimientos
- Mejor Película El sexo de las madres, en LATINUY, CINEFEM, CINESUL
- Selección Chicago Film Festival, Margarita, Fest. Punta del Este, Puebla, para Franzie.
- Coral del Festival Int. de Cine de La Habana por el guion de Matar a todos.
- Premio Estrella de Mar y Premio José María Vilches para obra teatral Quien dijo que era buena.
- Reconocimiento Amnistía Internacional para obra teatral La farolera tropezó.
- Premio Signis, en Fest. San Sebastián para El borde del tiempo.